# Talk to Me
Talk to Me (lub Talk To Me) – drugi singel libijskiego piosenkarza Bahjata wydany 10 października 2016 roku.

## Autorstwo i historia wydania
Muzyka do utworu została stworzona przez Bahjata oraz Nikolasa Giannulidisa ukrywającego się pod pseudonimem UNIK. Tekst napisał sam Bahjat.
Singel został wydany w formacie digital download i streaming 10 października 2016 roku.

## Odbiór krytyczny
Utwór został opisany m.in. na stronie internetowej maltańskiej gazety Times of Malta.

## Odbiór komercyjny
Utwór dostał się na szczyt maltańskiej listy przebojów Malta's Top 10 tworzonej przez maltańskie radio 89.7 Bay Radio (początkowo debiutując na pozycji 7.).

## Teledysk
Teledysk do utworu został opublikowany w serwisie YouTube 21 października 2016 roku. Do marca 2021 roku został on wyświetlony prawie 100 tysięcy razy.

## Twórcy

### Singel
- Bahjat – produkcja, tekst, kompozycja
- Trevor Kissaun – produkcja
- Nikolaos „UNIK” Giannulidis – produkcja, kompozycja, miksowanie
- Lex „DJ” Barkey – mastering[6]

### Teledysk
- V Sqaured – produkcja
- Nadya Cachia – reżyseria
- Malcolm Gauci – stylizacje
- Gary Westacott H – fryzury
- Mafer Castillo – makijaż
- aktorzy: Bahjat, Sarah Zerafa, Mike Borg, Patrick Georgiv, Sarah Mamo, Gabriella Sutton, Zachary Holland, Gillian Spiteri, Elizabeth Pulo, Enya Stewart, Tanti Lindsay, Azzopardi Rashed, Alajmi Fahad, Bouzubar Mohammed, Abdallah Elwaer, Filipe Oliveira, Mafer Castillo, Moad Zorgani
- sponsorzy: Uniwersytet Maltański, The Food Faculty, Gary Westacott, MC Sims, The Hub Cafe, River Island, New Look, AMC Packaging Disposables[6]

## Notowania

### Tygodniowe
| Terytorium | Notowanie      | Pozycja | Źr.    |
| ---------- | -------------- | ------- | ------ |
| Malta      | Malta's Top 10 | 1       | [ 11 ] |

## Historia wydania
| Obszar     | Data            | Format                      | Wersja   | Wytwórnia | Źr.    |
| ---------- | --------------- | --------------------------- | -------- | --------- | ------ |
| Cały świat | 8 stycznia 2021 | digital download, streaming | oryginał | –         | [ 7 ]  |
| Cały świat | 8 stycznia 2021 | MP3                         | oryginał | –         | [ 13 ] |